# Корабани
Корабани (біл. вёска Карабаны) — село в складі Мядельського району Мінської області, Білорусь. Село підпорядковане Занарачанській сільській раді, розташоване в північній частині області.